# أنجيليكا كوفمان
ماريا آنا أنجيليكا كوفمان (بالألمانية: Maria Anna Angelika Kauffmann) (30 أكتوبر 1741 - 5 نوفمبر 1807)، كانت رسامة كلاسيكية حديثة سويسرية، وقد برزت أعمالها في كل من لندن وروما. كانت كوفمان وأخرى هما المرأتين الوحيدتين من بين الأعضاء المؤسسين الأكاديمية الملكية للفنون في لندن سنة 1768. تذكر بشكل أساسي كمصورة تاريخية، كانت كوفمان مصورة شخصيات ومناظر طبيعية ومصممة ديكور ماهرة.

## نشأتها
وُلدت كوفمان في شور بغراوبوندن، سويسرا. انتقلت عائلتها إلى موربيغنو عام 1742، ثم كومو في لومباردي عام 1752، والتي كانت تحت حكم النمسا في ذلك الوقت. صحبت والدها عام 1757 إلى شوارزنبرغ في فورارلبرغ/النمسا، حيث كان والدها يعمل لدى الأسقف المحلي. كان والدها، جوزيف يوهان كوفمان، رجلًا فقيرًا نسبيًا لكنه كان رسام جداريات ومصورًا نمساويًا موهوبًا. كان يسافر عادة من أجل عمله. درب أنجيليكا وعملت كمساعدة له، متنقلين عبر سويسرا، والنمسا، وإيطاليا. أنجيليكا كطفلة معجزة، تعلمت العديد من اللغات من والدتها، كلوفيا لوتس، بما في ذلك الألمانية، والإيطالية، والفرنسية، والإنجليزية. أظهرت موهبة كموسيقية وأجبرت على الاختيار بين الأوبرا والفن. سرعان ما اختارت الفن إذ أخبر قس كاثوليكي كوفمان أن الأوبرا مكان خطير مليء بـ«الأشخاص سيئي السمعة». بوصولها سن الثانية عشرة عرفت بكونها مصورة، وكان الأساقفة والنبلاء جلساءها (مواضيعها).
توفيت والدتها عام 1754 وقرر والدها الانتقال إلى ميلانو. تبعها بزيارات طويلة لإيطاليا. أصبحت عضوًا في أكاديمية الفنون الجميلة في فيرنز عام 1762. زارت روما عام 1763، لتعود مجددًا في 1764. من روما عبرت إل بولونيا والبندقية، أكرمت في كل مكان لموهبتها وسلوكها الساحر. كاتبًا من روما في أغسطس 1764 إلى صديقه فرانك، أشار فنكلمان إلى شعبيتها؛ كانت تصور صورة شخصية له في ذلك الوقت، صورة نصفية؛ والتي صنعت منها أيضا رسمًا بالحفر. يقول: تتحدث الإيطالية كالألمانية، وتعبر عن نفسها بطلاقة بالفرنسية والإنجليزية، نتيجة ذلك، أصبحت مصورة شهيرة للصور الشخصية بين الزوار البريطانيين لروما. يضيف «يمكن وصفها بالجميلة»، «وفي الغناء يمكن أن تباري أعظم موهوبينا». عام 1765، ظهرت أعمالها في إنجلترا في معرض لرابطة الفنانين الأحرار. انتقلت إلى إنجلترا بعد ذلك بقليل ورسخت نفسها كفنانة بارزة.

## الأعوام في بريطانيا العظمى
بينما كانت في البندقية (فينيسيا)، أُقنع كوفمان من قبل السيدة وينتورث، زوجة السفير البريطاني، بمصاحبتها إلى لندن. واحدة من أول الصور التي أتمتها في لندن هي الصورة الشخصية لدافيد جاريك، عرضت في عام وصولها في «قاعة السيد مورنغز الكبرى في مايدن لين». فتحت رتبة السيدة وينتورث المجتمع لها، وكانت تحظى بمقابلة جيدة في كل مكان، أظهرت لها العائلة المالكة على وجه الخصوص تفضيلًا كبيرًا. كان السير جوشوا رينولدز أعز أصدقاءها. في مفكرة جيبه يظهر اسمها آنسة أنجيليكا أو آنسة أنجيل بشكل متكرر؛ وصورها عام 1766 كمجاملة ردًا على لوحتها صورة للسيد جوشوا رينولدز. ومن الأمثلة الأخرى على علاقتها الحميمة مع رينولدز في تنويعها لجوركينو في ضمير أركاديا، وهو الموضوع الذي كرره رينولدز بعد بضع سنوات في تصويره للسيدة بوفاري والسيدة كرو.
عام 1767، أغوى كوفمان نصابًا يعمل تحت اسم كونت فريدريك دي هورن، والذي تزوجت منه، ولكنهما انفصلا في العام التالي. يمكن على الأرجح إرجاع الفضل للمساعي الحميدة لرينولدز في وجود اسمها بين التوقيعات على العريضة المقدمة للملك لإنشاء الأكاديمية الملكية. في أول كتالوج (بيان) لها عام 1769، ظهرت مع «ر.أ» بعد اسمها (شرف تشاركته مع امرأة أخرى، ماري موسر)؛ وساهمت في مقابلة مع هيكتور وأندروماش، وثلاثة مؤلفات كلاسيكية أخرى. قضت عدة أشهر في أيرلندا عام 1771، كضيفة على اللورد حاكم ولاية أيرلندا، وباشرت تنفيذ عدد من تكليفات الصور هناك. تشمل صورها الأيرلندية البارزة صور فيليب تيسدال، المدعي العام لأيرلندا، وزوجته ماري، وهنري لوفتوس، إيرل إيلي الأول وعائلته، بما في ذلك ابنة أخته دوروثيا مونرو، رمز الجمال الأيرلندي الأكثر شهرة في عصرها. يبرز من بين دائرة أصدقائها جان بول مارات، الذي كان يعيش في لندن ويمارس الطب في تلك الفترة، وقد يكون لها علاقة غرامية معه.
نقد زميلها في الأكاديمية ناثانيل هون صداقتها مع ليوناردز عام 1775، وهو من أثار جدلاً عام 1775 عندما عرض صورته الساخرة المشعوذ وقد اعتبرت بأنها مهاجمةً لتقليد فن عصر النهضة الإيطالي وسخرية من السيد جوشوا رينولدس ما أدى بالأكاديمية لرفض اللوحة. تضمنت في الأصل صورة كاريكاتورية عارية لكوفمان في الزاوية اليسرى العلوية، والتي محاها بعد أن اشتكت إلى الأكاديمية. اعتُبر المزيج من فتاة صغيرة ورجل عجوز رمزًا لتقارب كوفمان ورينولدز، وفارق السن بينهما، والشائعات عن علاقة تجمعهما.
كانت كوفمان تعرض بشكل سنوي من عام 1769 وحتى 1782 في الأكاديمية الملكية، كانت ترسل أحيانًا ما يصل إلى سبع صور، عامة عن موضوعات كلاسيكية أو رمزية. واحدة من أبرزها كانت عن وفاة دافنشي بين ذراعي فرانسيس الأول (1778).
في عام 1773، عينتها الأكاديمية مع آخرين لتزيين كاتدرائية سان بول (القديس بولس)، وهو مخطط لم ينفذ أبدًا، وكانت هي، مع بيايجو ريبيكا، من رسموا قاعة المحاضرات القديمة في الأكاديمية ببيت سومرست.

## اللوحات التاريخية
بينما أنتجت كوفمان العديد من أنواع الفن، عرفت نفسها بشكل أساسي كمصورة تاريخية، وهو لقب غير اعتيادي لفنانة امرأة في القرن الثامن عشر. كان التصوير التاريخي يعتبر القسم الأكثر نخبوية وربحية بين أقسام التصوير الأكاديمي خلال هذه الفترة من الزمن، وبتوجيه من السير جوشوا رينولدس، بذلت الأكاديمية الملكية جهدًا كبيرًا في ترويجه للجمهور الأصلي المهتم بالتكليف بالصور الشخصية والمناظر الطبيعية وشرائها. برغم تمتع كوفمان بالشعبية في المجتمع البريطاني، ونجاحها هناك كفنانة، كانت محبطة من لامبالاة البريطانيين النسبية بالتصوير التاريخي. في النهاية غادرت بريطانيا إلى أوروبا، حيث كان التصوير التاريخي مؤسسًا بشكل أفضل، ومحاطًا بتقدير عال.
التصوير التاريخي، كما يعرَف في التنظير الأكاديمي للفن، مصنف كالقسم الأكثر علوًا. كان موضوعه تمثيل أعمال الإنسان استنادًا إلى ثيمات من التاريخ، والميثولوجيا (الأساطير)، والأدب، والكتاب المقدس. يتطلب هذا تعلمًا شاملًا لأدبيات الإنجيل والكلاسيكيات، ومعرفة بنظريات الفن وتدريب عملي يتضمن دراسة التشريح من جسد ذكر عار. رفضت معظم النساء الدخول في مثل هذا التدريب، خاصة الرسم من نماذج عارية؛ لكن كوفمان تمكنت من التغلب على الحاجز القائم على الجنس لتمتلك المهارة اللازمة لبناء سمعة كمصورة تاريخية ناجحة حازت على إعجاب زملائها وسعى وراءها الرعاة بشغف.

## الأعوام الأخيرة في روما
في عام 1781، بعد وفاة زوجها الأول (كانت منفصلةً عنه منذ زمن طويل)، تزوجت من أنطونيو زوتشي (1728–1795)، فنان فينيسي كان يقيم وقتها في إنجلترا. بعدها بقليل تقاعدت في روما، حيث صادقت هناك، بين آخرين، يوهان وولفغانغ فون غوته؛ بالرغم من ذلك، كمتقلبة دائمًا، أرادت القيام بالمزيد وعاشت لمدة 25 عامًا مع الكثير من مكانتها القديمة.
توفي والد كوفمان عام 1782، وزوجها في عام 1795. في عام 1781، صورت صورة ذاتية مترددة بين التصوير والموسيقى، وفيها أبرزت الخيار الصعب في اختيار التصوير مهنتها الوحيدة، كتكريس لوفاة والدتها. واصلت بشكل متقطع المساهمة في الأكاديمية الملكية في لندن، كان معرضها الأخير علم 1797. بعد ذلك أنتجت القليل، وفي عام 1807 توفيت في روما، وشرفت بجنازة جليلة تحت إشراف كانوفا. تبعها حتى مثواها الأخير في مقبرة القديس أندريا من فراتي كامل أكاديمية سانت لوك، مع العديد من الكهنة والفنانين المبدعين، وكما في جنازة رفائيل، حُمِلت اثنتين من أفضل صورها في الموكب.

## الإرث
بحلول عام 1911، كانت الغرف المزينة بأعمالها ما تزال تُرى في مختلف الربوع. في بهو هامبتون كانت صورة دوقة برونسفيك؛ وفي متحف الصور الوطني، صورة ذاتية لها.
كانت هناك صور أخرى مرسومة بواسطتها في باريس، ودرسدن، وفي متحف هيرميتاج في سان بطرسبرغ، وفي متحف بيناكوتك القديم بميونخ، وفي قصر كارديورغ، وتالين (إستونيا)، وفي يوانيوم آلت غاليري في غراتس. مثال ميونخ هو صورة ذاتية أخرى لها، وكانت هناك ثالثةٌ في أوفيزي بفلورنسا. عرض عدد قليل من أعمالها في المجموعات الخاصة بين أعمال الأساتذة القدماء في برلينغتون هاوس (بيت برلنغتون).
تشتهر كوفمان أيضًا بالعديد من النقوش التي استوحاها من تصميماتها تشيافونيتي، وفرانسيسكو بارتولوزي وآخرون. لاقت تلك التي استوحاها بارتولوزي خاصة إعجابًا كبيرًا من جامعي الأعمال الفنية. سمى تشارلز ويلسون بيل (1741–1827)، فنان، ووطني، والمؤسس لأسرة رئيسية في الفن الأمريكي، العديد من أطفاله على اسم فناني أوروبا البارزين، بما في ذلك ابنة، أنجيليكا كوفمان بيل.
نشر غيوفاني غيراردو دى روسي سيرة شخصية لكوفمان عام 1810. كان الكتاب أيضًا أساسًا لرواية رومانسية كتبها ليون دي وايلي (1838)، دفعت (ألهمت) الرواية التي ساهمت بها آن إيزابيلا ثاكيراي في مجلة كورنهيل عام 1875 بعنوان «الآنسة أنجيل».

### متحف أنجيليكا كوفمان

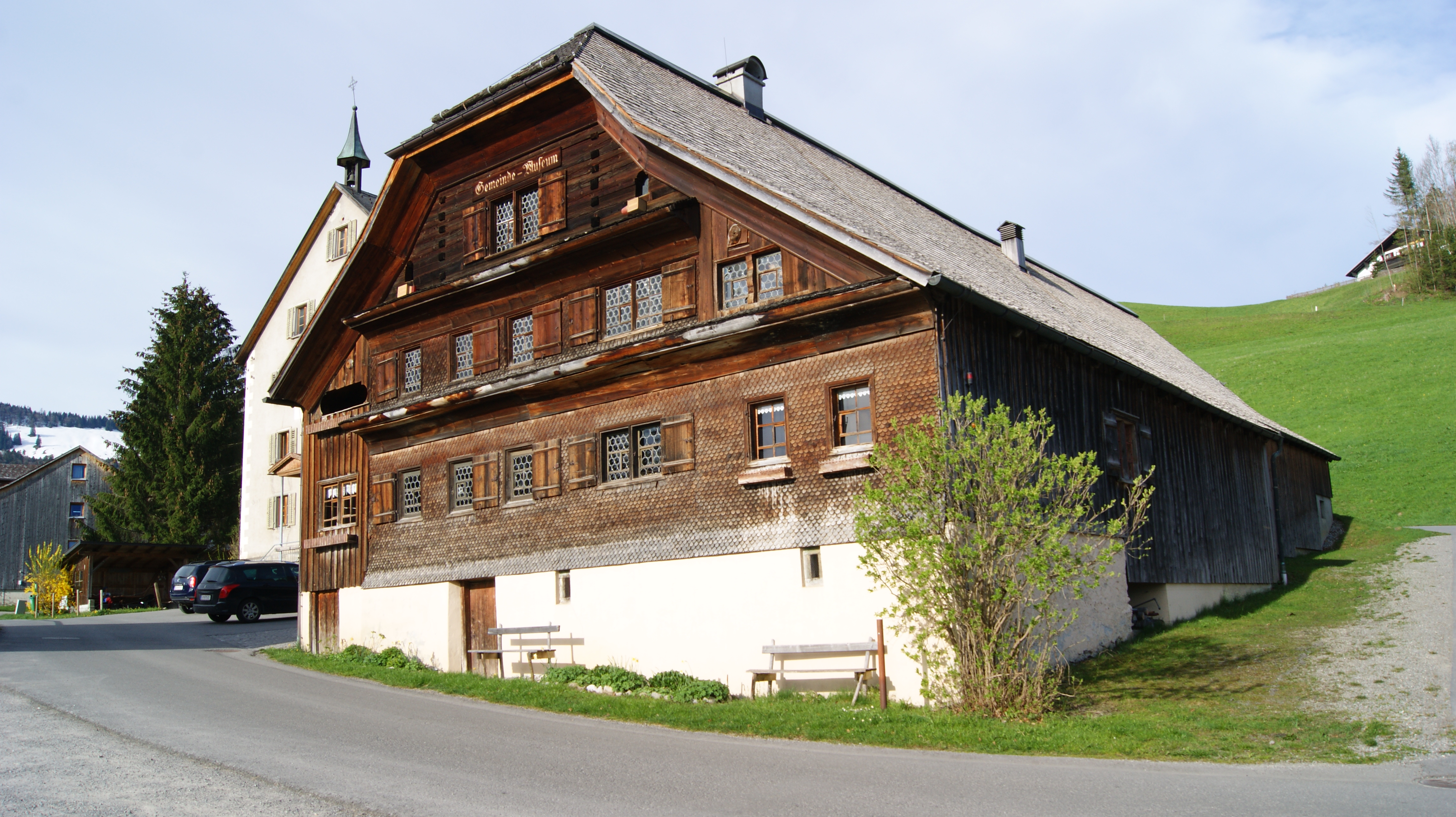
متحف أنجيليكا كوفمان بولاية فورارلبرغ النمساوية

أُنشئ متحف أنجيليكا كوفمان في شوازينبرغ، فورارلبرغ (النمسا) عام 2007. تركز المعارض المتغيرة سنويًا على جوانب ومواضيع مختلفة لعملها الفني. في معرض عام 2019 «أنجيليكا كوفمان؛ الكنوز غير المعروفة من مجموعات فورارلبرغ الخاصة»، عُرض العديد من لوحاتها على الجمهور لأول مرة، إذ إن جزءًا كبيرًا من أعمالها الكاملة مملوك لجامعي الأعمال الفنية. يقع المتحف في ما يسمى بيت كليبر، بيت ريفي قديم على الطراز المعماري النموذجي للمنطقة.

## روابط خارجية
- أنجيليكا كوفمان على موقع الموسوعة البريطانية (الإنجليزية)
- أنجيليكا كوفمان على موقع ميوزك برينز (الإنجليزية)